# Otfried Preussler
  Otfried Preussler  (alemany: Otfried Preußler)  (Liberec, 20 d'octubre de 1923 - Prien am Chiemsee, 18 de febrer de 2013) fou un escriptor alemany d'origen bohemi, conegut especialment per les seves obres de literatura infantil, 
Fou enviat al front oriental durant la Segona Guerra Mundial, va haver de passar cinc anys en camps de concentració de la República de Tatar. En tornar a Alemanya (1949) va ser durant molts anys mestre d'escola (1953-1970).
La seva obra literària, iniciada el 1950 i encara activa (Eins, zwei, drei im Bärenschritt, 2002), es caracteritza per la presència constant d'un humor suau i una ironia sempre mesurada.

## Obres traduïdes al català
- El bandoler Setcoltells (tres volums amb noves aventures de Kàsper, personatge tradicional del teatre de titelles)
- Les aventures de Vània el forçut
- Horbe, el del gran barret, Horbe i el seu amic
- Llegenda de l'unicorn
- Nosaltres, els de Vilaximpleta
- El petit fantasma
- El petit follet de l'aigua
- La petita bruixa